# Brussels Cycling Classic 2018
La 98.ª edición de la clásica ciclista Brussels Cycling Classic fue una carrera en Bélgica que se celebró el 1 de septiembre de 2018 sobre un recorrido de 201,4 kilómetros con inicio y final en la ciudad de Bruselas.
La carrera fue parte del UCI Europe Tour 2018, dentro de la categoría 1.HC.
La carrera fue ganada por el corredor alemán Pascal Ackermann del equipo Bora-Hansgrohe, en segundo lugar Jasper Stuyven (Trek-Segafredo) y en tercer lugar Thomas Boudat (Direct Énergie).

## Equipos participantes
Tomaron parte en la carrera 24 equipos: 8 de categoría UCI WorldTeam; 14 de categoría Profesional Continental; 2 de categoría Continental. Formando así un pelotón de 165 ciclistas de los que acabaron 129. Los equipos participantes fueron:
| WorldTeams (8)- Groupama-FDJ - AG2R La Mondiale - Astana - Bora-Hansgrohe - Lotto Soudal - Quick-Step Floors - Trek-Segafredo - UAE Team Emirates Equipos continentales profesionales (14)- Cofidis, Solutions Crédits - Delko-Marseille Provence-KTM - Direct Énergie - Israel Cycling Academy - Nippo-Vini Fantini-Europa Ovini - Roompot-Nederlandse Loterij - Sport Vlaanderen-Baloise - Fortuneo-Samsic - Vérandas Willems-Crelan - Vital Concept - Wanty-Groupe Gobert - WB-Aqua Protect-Veranclassic - Wilier Triestina-Selle Italia - CCC Sprandi Polkowice Equipos continentales (2)- Cibel-Cebon - Development Team Sunweb |
| |

## Clasificación final
- Las clasificaciones finalizaron de la siguiente forma:[4]

| \| Clasificación general \| Clasificación general \| Clasificación general \| Clasificación general \| Clasificación general \| \| Ciclista \| Ciclista \| Equipo \| Tiempo \| \| \| --------------------- \| --------------------- \| ------------------------------- \| --------------------- \| --------------------- \| \| 1.º \| Pascal Ackermann \| Bora-Hansgrohe \| 4 h 35 min 12 s \| \| \| 2.º \| Jasper Stuyven \| Trek-Segafredo \| + 0 s \| \| \| 3.º \| Thomas Boudat \| Direct Énergie \| + 1 s \| \| \| 4.º \| Florian Sénéchal \| Quick-Step Floors \| + 1 s \| \| \| 5.º \| Juanjo Lobato \| Nippo-Vini Fantini-Europa Ovini \| + 1 s \| \| \| 6.º \| Lorrenzo Manzin \| Vital Concept \| + 1 s \| \| \| 7.º \| Kenny Dehaes \| WB-Aqua Protect-Veranclassic \| + 1 s \| \| \| 8.º \| Bert Van Lerberghe \| Cofidis, Solutions Crédits \| + 1 s \| \| \| 9.º \| Timothy Dupont \| Wanty-Groupe Gobert \| + 1 s \| \| \| 10.º \| Jonas Koch \| CCC Sprandi Polkowice \| + 1 s \| \| |                    |                                 |                 |
| |                    |                                 |                 |
| Fuente: ProCyclingStats |                    |                                 |                 |
| Clasificación general |                    |                                 |                 |
| Ciclista | Ciclista           | Equipo                          | Tiempo          |
| 1.º | Pascal Ackermann   | Bora-Hansgrohe                  | 4 h 35 min 12 s |
| 2.º | Jasper Stuyven     | Trek-Segafredo                  | + 0 s           |
| 3.º | Thomas Boudat      | Direct Énergie                  | + 1 s           |
| 4.º | Florian Sénéchal   | Quick-Step Floors               | + 1 s           |
| 5.º | Juanjo Lobato      | Nippo-Vini Fantini-Europa Ovini | + 1 s           |
| 6.º | Lorrenzo Manzin    | Vital Concept                   | + 1 s           |
| 7.º | Kenny Dehaes       | WB-Aqua Protect-Veranclassic    | + 1 s           |
| 8.º | Bert Van Lerberghe | Cofidis, Solutions Crédits      | + 1 s           |
| 9.º | Timothy Dupont     | Wanty-Groupe Gobert             | + 1 s           |
| 10.º | Jonas Koch         | CCC Sprandi Polkowice           | + 1 s           |

## UCI World Ranking
La Brussels Cycling Classic otorga puntos para el UCI Europe Tour 2018 y el UCI World Ranking, este último para corredores de los equipos en las categorías UCI WorldTeam, Profesional Continental y Equipos Continentales. Las siguientes tablas muestran el baremo de puntuación y los 10 corredores que obtuvieron más puntos:
| Posición              | 1.ª | 2.ª | 3.ª | 4.ª | 5.ª | 6.ª | 7.ª | 8.ª | 9.ª | 10.ª |
| Clasificación general | 200 | 150 | 125 | 100 | 85  | 70  | 60  | 50  | 40  | 35   |

| 1.º  | Pascal Ackermann   | Bora-Hansgrohe                  | 200 |
| 2.º  | Jasper Stuyven     | Trek-Segafredo                  | 150 |
| 3.º  | Thomas Boudat      | Direct Énergie                  | 125 |
| 4.º  | Florian Sénéchal   | Quick-Step Floors               | 100 |
| 5.º  | Juanjo Lobato      | Nippo-Vini Fantini-Europa Ovini | 85  |
| 6.º  | Lorrenzo Manzin    | Vital Concept                   | 70  |
| 7.º  | Kenny Dehaes       | WB-Aqua Protect-Veranclassic    | 60  |
| 8.º  | Bert Van Lerberghe | Cofidis                         | 50  |
| 9.º  | Timothy Dupont     | Wanty-Groupe Gobert             | 40  |
| 10.º | Jonas Koch         | CCC Sprandi Polkowice           | 35  |